# Sopubia
Sopubia – rodzaj roślin z rodziny zarazowatych (Orobanchaceae). Obejmuje 30 gatunków. Rośliny te występują głównie w Afryce Subsaharyjskiej, cztery rosną na Madagaskarze i jeden w Azji południowej i Południowo-Wschodniej. 

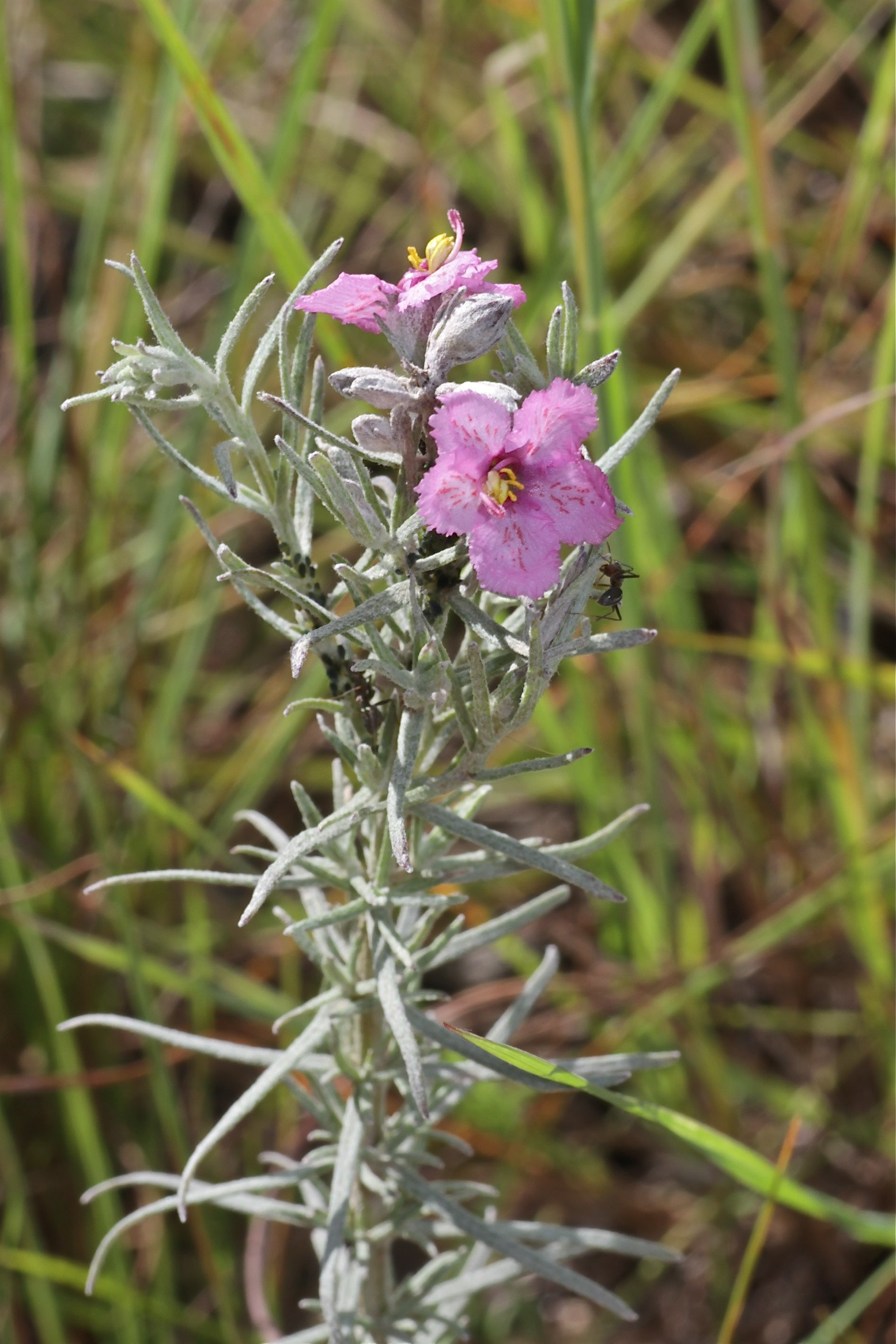
Sopubia cana

## Morfologia
PokrójByliny, półkrzewy i rośliny roczne, nagie lub owłosione, czasem wełnisto lub szorstko. Łodygi są prosto wzniesione lub podnoszące się, obłe w dole, kanciaste w górze, z pasemkami włosków.
LiścieŁodygowe, naprzeciwległe lub okółkowe, dolne trójdzielne, górne pojedyncze, z odcinkami nitkowatymi do lancetowatych.
KwiatyWyrastają na szypułkach. Kielich dzwonkowaty, 5-działkowy, z ząbkami trójkątnymi, od wewnątrz gęsto owłosionymi. Korona różowa, fioletowa, biała, żółta lub kremowa; niemal promienista, z krótką rurką i 5 całobrzegimi łatkami. Pręciki cztery, wystające z rurki korony. Zalążnia jajowata lub kulista z językowatym znamieniem na końcu szyjki.
OwoceTorebki zawierające liczne nasiona z siateczkowatą skulpturą łupiny.

## Systematyka
Pozycja systematyczna
Rodzaj z rodziny zarazowatych Orobanchaceae, w której obrębie klasyfikowany jest do plemienia Buchnereae Lamarck & de Candolle.
Wykaz gatunków
- Sopubia aemula S.Moore
- Sopubia argentea Hiern
- Sopubia cana Harv.
- Sopubia comosa (Bonati) T.Yamaz.
- Sopubia conferta S.Moore
- Sopubia decumbens Hiern
- Sopubia duvigneaudiana H.-P.Hofm. & Eb.Fisch.
- Sopubia elatior Pilg.
- Sopubia eminii Engl.
- Sopubia gracilis H.-P.Hofm. & Eb.Fisch.
- Sopubia graminicola Exell
- Sopubia kacondensis S.Moore
- Sopubia karaguensis Oliv.
- Sopubia lanata Engl.
- Sopubia lasiocarpa P.C.Tsoong
- Sopubia latifolia Engl.
- Sopubia lemuriana H.-P.Hofm. & Eb.Fisch.
- Sopubia madagascariensis (Benth.) Baker
- Sopubia mannii Skan
- Sopubia matsumurae (T.Yamaz.) C.Y.Wu
- Sopubia menglianensis Y.Y.Qian
- Sopubia myomboensis P.A.Duvign. & Van Bockstal
- Sopubia parviflora Engl.
- Sopubia patris Cuccuini
- Sopubia ramosa (Hochst.) Hochst.
- Sopubia simplex (Hochst.) Hochst.
- Sopubia stricta (Benth.) G.Don
- Sopubia trifida Buch.-Ham. ex D.Don
- Sopubia triphylla Baker
- Sopubia ugandensis S.Moore